# Donald Healey Motor Company
Die Donald Healey Motor Company war ein britischer Hersteller von sportlichen Automobilen in der Zeit unmittelbar nach dem Zweiten Weltkrieg. Im Laufe der Produktionszeit (1946–1954) wurden die Modelle Westland, Elliott, Duncan, Sportsmobile, Silverstone, Abbott, Tickford und 3 Litre Sports angeboten. Außerdem stellte die Firma den Nash-Healey her und entwickelte den Prototyp des Austin-Healey 100, von dem Healey anschließend eine Vorserie und die Rennsportausführung 100S baute.

## Unternehmensgeschichte
Donald Healey war Kampfpilot im Ersten Weltkrieg, bildete sich später mittels Fernlehrgang zum Ingenieur weiter und arbeitete danach in der britischen Automobilindustrie. Für Triumph war er als Entwicklungsingenieur von 1933 bis 1939 tätig und wechselte dann zu Humber, daneben fuhr er Automobilrennen. Sein größter Erfolg war zweifellos der Sieg an der Rallye Monte Carlo 1931.
Für Healey war der Motor des BMW 328 das beste Triebwerk für einen kleineren Sportwagen überhaupt und er hätte ihn gerne für sein Auto verwendet. Möglicherweise war es der Kontakt mit Victor Riley, der ihn davon abbrachte, dieses Triebwerk oder dessen Lizenzversion von Bristol zu verwenden, auf welche andere Sportwagenbauer wie Frazer Nash oder AC zurückgriffen.
Im März 1945 – der Zweite Weltkrieg war noch nicht beendet – erhielt Healey die Erlaubnis des Handelsministeriums, einen Prototyp zu entwickeln und sich in einem alten Hangar der Royal Air Force einzurichten.
Für den Bau des Serienfahrzeugs gründete er die Donald Healey Motor Company Limited.

## Das Team
Donald Healey wurde von einem fähigen Team unterstützt. Neben dem erwähnten Victor Riley, welcher Motoren, Getriebe und Hinterachsen zusagte, waren dies der Chassis-Ingenieur Achille „Sammy“ Sampietro, der Designer Benjamin Bowden und Wally Ellen, der die Produktionsflächen bereitstellte. Verkaufsleiter wurde James Watt; Roger Menadue half als Entwicklungsingenieur. Die Karosserie des ersten Prototyps baute Peter Shelton.

## Das Auto
Die Modellbezeichnungen bei Healey sind nicht sehr aufschlussreich. In der Regel beziehen sie sich auf den Namen des Karosseriebauunternehmens oder auch bloß auf die Karosseriebezeichnung. Der Nash-Healey ist das einzige Modell, dessen Namen sich auf den Motorenlieferanten bezieht und nicht auf die Karosserie. Der Healey 3 Litre wird gelegentlich auch Alvis-Healey oder Type G (nach seinem Chassis) genannt.
Unmittelbar nach dem Krieg war die Materialbeschaffung schwierig und es kam öfter zu Verzögerungen und Engpässen. Die meisten Komponenten der Healey-Sportwagen wurden zugekauft, weil die kleinen Auflagen die Kosten für Eigenentwicklungen nicht gerechtfertigt hätten. Das montierte Fahrgestell mit Motor (das sogenannte Rolling Chassis) lieferte Healey an den jeweiligen Karossier und erhielt die Fahrzeuge von diesem mehr oder weniger komplett zurück. Es folgten letzte Installationen, die Abnahme und danach die Auslieferung. Viele Kunden dürften ihren neuen Healey persönlich im Werk in Empfang genommen haben.

### Die Motoren

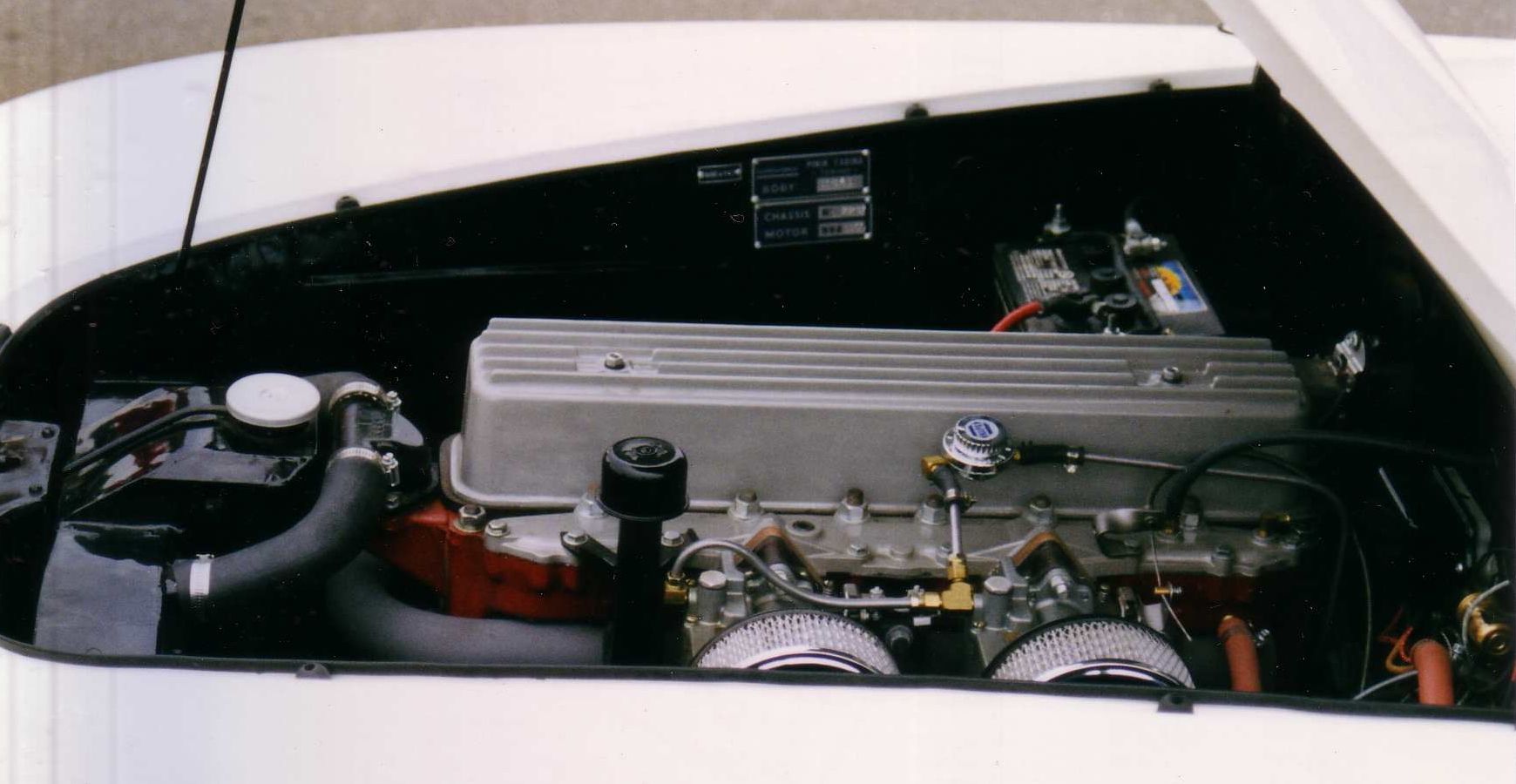
Der überarbeitete Nash Dual Jetfire Six Motor leistete im Nash-Healey 126 statt 117 PS. Gut zu sehen: Aluminium-Zylinderkopf und die beiden seitlich angebrachten SU-Vergaser im Vordergrund; beides gehörte zum Tuningprogramm von Healey.

Motorenlieferanten waren die Firmen Riley, Nash, Alvis und Austin. Der große Vierzylindermotor von Riley war so etwas wie der Standard-Antrieb des Healey und wurde in den meisten Modellen verwendet. Er war das größere von zwei erhältlichen Triebwerken, basierte auf dem 2-1/2-Liter-Motor von 1937 und entspricht weitgehend dem Big Four der 1946 eingeführten Riley-RM-Serie.
Der 3 Litre Sports hatte den Reihen-Sechszylindermotor von Alvis. Der US-Hersteller Nash (keine Verbindung zum britischen Sportwagenbauer Frazer-Nash) lieferte für den Nash-Healey anfangs den ohv-Sechszylindermotor Dual Jetfire Six mit 3,8 Litern Hubraum und Doppelzündung, der auch im Nash Ambassador angeboten wurde und dort 115 bhp (85,8 kW) bei 3400/min leistete. Healey überarbeitete das Triebwerk, sodass er eine Werksangabe von 125 HP (93 kW) bei 4000/min publizieren konnte. Ein verbesserter Le Mans Dual Jetfire Six mit 4,1 Litern Hubraum kam ab Februar 1952. Healey brachte sie von 130 bhp (95,7 kW) bei 3700/min auf 140–142 bhp (104,5 kW) bei 4000/min. Ab Werk bot Healey keine Motorenoptionen an, doch tüftelten viele Besitzer mit anderen Vergasern und allerlei Feintuning. Zumindest von einigen Nash-Healey ist bekannt, dass nachträglich amerikanische V8-Motoren eingebaut wurden, was sie sehr schnell, aber auch schwer beherrschbar machte. Der Motor des Healey 100 war das Standard-Triebwerk des Austin A90 / Atlantic mit vier Zylindern und 90 bhp (67,1 kW).

#### Motordaten
Healey verwendete, je nach Modell, folgende Motoren
|               | Riley           | Nash (- 2.52)    | Nash (ab 2.52)   | Alvis           | Austin          | Austin (100S)   |
| ------------- | --------------- | ---------------- | ---------------- | --------------- | --------------- | --------------- |
| Zylinder      | 4 (ohv, Reihe)  | 6 (ohv, Reihe)   | 6 (ohv, Reihe)   | 6 (ohv, Reihe)  | 4 (ohv, Reihe)  | 4 (ohv, Reihe)  |
| Hubraum       | 2443 cm³        | 3848 cm³         | 4138 cm³         | 2993 cm³        | 2660 cm³        | 2660 cm³        |
| Nockenwellen  | zwei            | eine             | eine             | eine            | eine            | eine            |
| Bohrung × Hub | 80.5 × 120 mm   | 85.72 × 111,1 mm | 88.9 × 111,1 mm  | 84 × 90 mm      | 87,3 × 111,1 mm | 87,3 × 111,1 mm |
| Leistung      | 106 bhp (79 kW) | 125 bhp (93 kW)  | 135 bhp (101 kW) | 106 bhp (79 kW) | 90 bhp (67 kW)  | 132 bhp (98 kW) |
| bei           | 4800/min        | 4000/min         | 4000/min         | 4200/min        | 4000/min        | 4700/min        |
| Verdichtung   | 6,84:1          | 8,0 : 1          | 8,25 : 1         | 7,0 : 1         | 7,5 : 1         |                 |
| Vergaser      | 2× SU H4        | 2× Carter        | 2× SU            | 2× SU           | 2× SU           | 2× SU H4        |

### Das Getriebe
Die Versionen mit Riley-Motoren erhielten serienmäßig das Originalgetriebe des Riley 2 ½ Litre mit vier Gängen; Healey wählte aber eine längere Hinterachsübersetzung von 3,5 : 1 (Riley: 4,11 : 1). Wahlweise war ein gerade verzahntes Getriebe von E.N.V. zusammen mit einer Achsübersetzung von 3,25 : 1 erhältlich. Der Nash-Healey wurde mit manuell geschaltetem Borg-Warner Dreiganggetriebe geliefert. Für den Healey 100 wurde das Vierganggetriebe des Austin A90 verwendet, der erste Gang wurde außer Betrieb gesetzt; für den zweiten und dritten gab es einen Overdrive.

### Das Fahrgestell
Das Healey-Chassis war ein Kastenrahmen aus 18-Gauge-Stahlblech (1,21 mm stark) mit Querstreben. Auch die Vorderachse mit Schwingarm-Einzelradaufhängung mit zwei Kurbellängslenkern und Kurvenstabilisator war im eigenen Hause entwickelt worden, wobei Ideen vom Auto Union Grand Prix-Rennwagen aus der Vorkriegszeit einflossen. Außerdem verbesserte ein Stabilisator die Straßenlage.
Die direkte und präzise Lenkung ist eine patentierte Healey-Konstruktion. Sie beruht auf dem Prinzip einer sich drehenden Platte und einem Lenkgestänge, welche die Kräfte vom Lenkgetriebe auf die Räder übertragen.
Bis etwa 1950 wurden vorne Schraubenfedern, hinten Blattfedern, rundum Trommelbremsen mit einer hydraulischen Bremsanlage von Lockheed sowie eine Riley-Starrachse mit Panhardstab verwendet.
Die späteren Versionen, also Abbott und Tickford ab Ende 1951, 3 Litre (Alvis) und Nash-Healey gehören zu einer zweiten Generation mit überarbeiteten Fahrgestellen. Anstelle der hinteren Blattfedern wurden nun ebenfalls Schraubenfedern verwendet und zumindest der Nash-Healey hatte ein verstellbares Lenkrad. Vom Healey-Chassis gibt es also verschiedene Weiterentwicklungen und Varianten, die zur Unterscheidung eine alphabetische Typenbezeichnung erhielten. Nicht jedes Chassis war mit jedem Aufbau lieferbar. Mit Ausnahme der zweiten Serie des Nash-Healey und des 100 betrug der Radstand durchweg 2561 mm.
- Type A: Die erste Version wie oben beschrieben wurde von 1946 bis Mitte 1947 gebaut. Verwendet für Duncan, Elliott und Westland. Reifengröße 5.75 × 15.
- Type B: Löste den Typ A ab; die Batterie wurde unter die Rückbank verlegt. Reifengröße 5.75 × 15.
- Type C und BT sind die erste und zweite Version des Fahrgestells für Abbott und Tickford (1949–1951), wobei BT den Type C Mitte 1951 ablöste. Das Chassis ist nach hinten durch angenietete Elemente verlängert. Reifengröße 5.75 × 15.
- Type D: ist die erste Version des Silverstone-Fahrgestells (Ende 1949 bis Mitte 1950). Der Motor wurde gegenüber den anderen Modellen um 203 mm [8 Zoll] nach hinten versetzt. Benzintank 72,5 Liter [16 Gallonen]. Newton-Bennet Teleskopstoßdämpfer Gewicht ca. 59 kg.[9]
- Type E:  ist die zweite Version des Silverstone-Fahrgestells ab Mitte 1950. Es ermöglichte eine etwas breitere Karosserie und mehr Beinfreiheit. Newton-Bennet Teleskopstoßdämpfer; Silverstone E-Types haben eine größere Windschutzscheibe und eine Hutze auf der Motorhaube.
- Type F: ist die dritte Version des Fahrgestells für Abbott und Tickford (Ende 1951–1954). Es ist nach hinten durch angenietete Elemente verlängert, hat Newton-Bennet Teleskopstoßdämpfer, hydraulische Bremsen von Girling und eine Salisbury-Hinterachse. Reifengröße 5.75 × 15.
- Type G: entspricht Type F, ist aber für den Alvis-Motor des 3 Litre ausgelegt (1951–1952). Reifengröße 5.90 × 15.
- Type N: Das Fahrgestell für den Nash-Healey ist vom Silverstone abgeleitet, hat Teleskopfederung, hydraulische Bremsen von Bendix und, je nach Quelle, eine Hinterachse von Salisbury[12] oder Nash.[13] Die Roadster-Version hat einen Radstand von 2591 mm (102 Zoll), das Coupé von 2743 mm (108 Zoll). Reifengröße 6.40 × 15.
- 100: Das Fahrgestell für den Hundred hatte konstruktive Ähnlichkeiten mit jenen anderer Healeys, war aber kleiner (Radstand 2290 mm). Reifengröße 5.90 × 15. Das Fahrgestell dieses Prototyps dürfte weitgehend jenem der 20 bei Healey gebauten Vorserienmodelle des Austin-Healey 100/4 entsprochen haben.
- 100S: Das Fahrgestell für den Austin-Healey 100S; Radstand 2290 mm; Dunlop Scheibenbremsen vorn und hinten; Vierganggetriebe ohne Overdrive,[14] Luftfederung vorn.[15]

Ein Fahrgestell wog nur ca. 60 kg, war aber ungemein robust. Alle Healey haben 15-Zoll-Räder. Der erste Buchstabe der Fahrgestellnummer verweist auf den Typ des verwendeten Chassis.

### Die Karosserie
Die Aufbauten wurden nicht bei Healey selbst hergestellt. Die Firma hatte mit verschiedenen Spezialbetrieben Abnahmeverträge. Die Karosserien entstanden nach traditioneller Handwerkskunst und bestanden aus einem Gerüst aus Eschenholz oder Leichtmetall mit einer Aluminium-Blechhaut. Designer Ben Bowden war an den Entwürfen beteiligt und man griff auch auf den Windkanal des Flugzeugbauers Armstrong-Whitworth zurück.
Bei allen Modellen mit Ausnahme des Nash-Healey ist ein rautenförmiges Kühlergitter das Erkennungszeichen der Healeys. Eine Version davon zierte auch die erste Ausführung des Austin-Healey (BN1).

## Modelle

### Westland Roadster

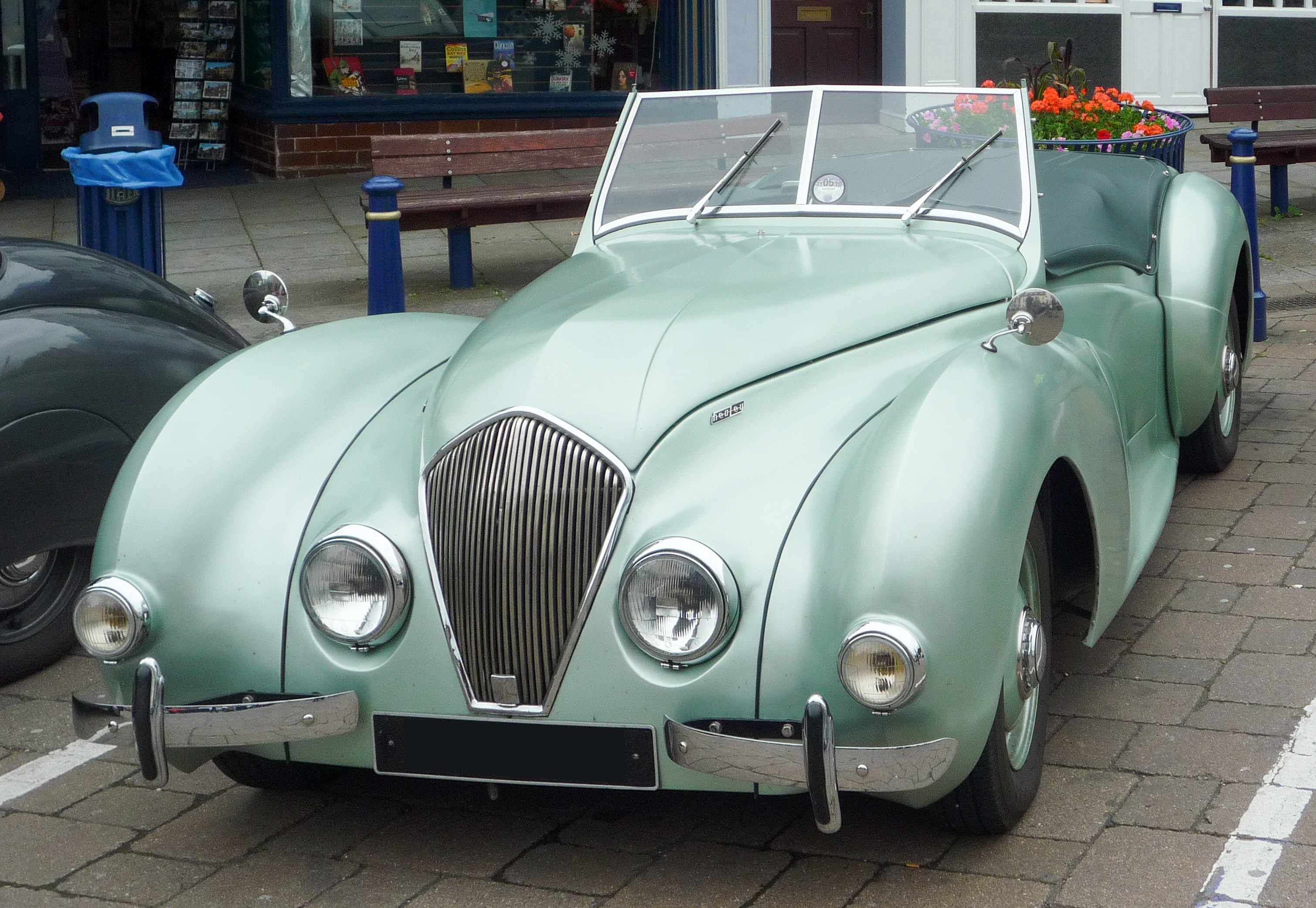
Frühe Healey hatten enger und tiefer gesetzte Scheinwerfer wie dieser Healey Westland Roadster von 1949

Vom Westland wurden zwischen 1946 und 1950 64 Exemplare (nach anderer Quelle: 70) hergestellt, davon 49 auf dem Chassis Type B. Er war, zusammen mit dem Elliott, das erste „Serienfahrzeug“ der Marke. Der viersitzige Roadster-Aufbau mit Notverdeck wurde nach Plänen von Bowden bei Westland Engineering Hereford, Herefordshire aus Aluminiumblech über einem Eschenholzgerippe angefertigt. Verwendet wurde der Riley-Motor in Verbindung mit den Chassis-Typen A, B und C.

### Elliott
Zur Herstellung eines geschlossenen Typs wurde im November 1945 der Karosseriebauer Samuel Elliott & Sons in Caversham bei Reading in Berkshire angefragt. Die Firma war nicht nur bereit, einen Aufbau in Zusammenarbeit mit Ben Bowden zu liefern, sondern beteiligte sich auch mit GB$ 1000 an der Firma.
Der Healey Elliott war eine zweitürige Sportlimousine (Coach) und wurde als 4 seat Saloon angeboten. Die Karosserie bestand aus Aluminium über einem Eschenholzgerüst. Der Riley-Motor wurde im Lauf der Zeit auch hier mit den Chassis-Typen A, B und C kombiniert. 101 Exemplare (nach anderer Quelle: 104) wurden zwischen 1946 und 1950 hergestellt.
Nachdem ein serienmäßiger Elliott in einem Test eine Höchstgeschwindigkeit von 104,65 mph (168,4 km/h) erreicht hatte, konnte Healey mit der „schnellsten britischen Limousine“ werben, zweifellos das Ergebnis der Leichtbauweise in Verbindung mit guter Aerodynamik und einem kraftvollen Motor.
Das Verhältnis zu Elliott & Sons entwickelte sich nicht zufriedenstellend. Einerseits scheint Donald Healey nicht viel Wert auf andere Meinungen gelegt zu haben, andererseits gab es Schwierigkeiten mit Zahlungsterminen, sodass Elliot einige fertiggestellte Fahrzeuge als Sicherheit zurückbehielt. Der Bruch kam schließlich 1948 durch den Karosserielieferanten, der seine Anteile an der Donald Healey Motor Company verkaufte und die Lieferungen einstellte. Die Ersatzteilversorgung war dennoch sichergestellt.

### Duncan

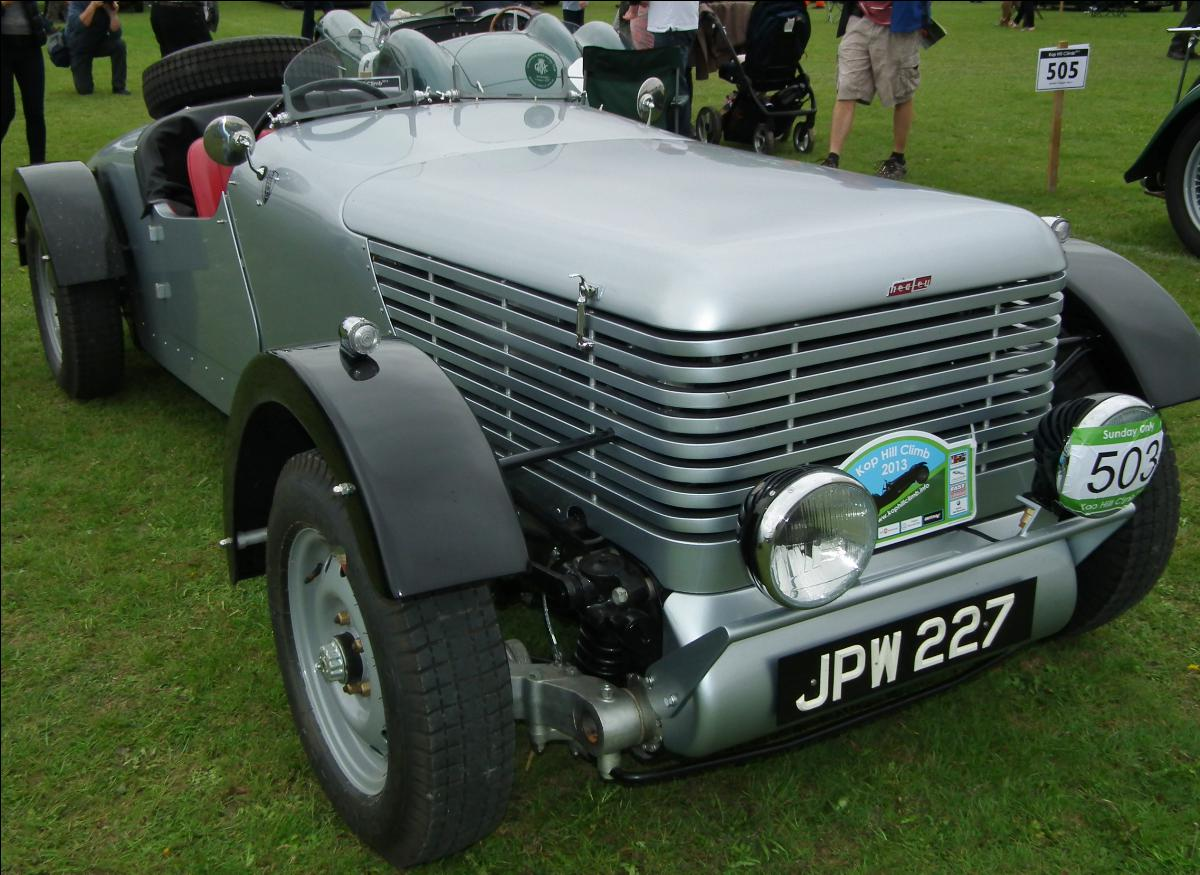
Healey Duncan Drone (1947)

Duncan Industries in North Walsham (Norfolk) kleideten zwischen 1946 und 1948 eine Reihe von Healey-Fahrgestellen ein. Der Produktionsumfang ist unklar. Die meisten Quellen gehen davon aus, dass etwa 39 Chassis mit einer Sports Saloon-Karosserie ausgestattet wurden, die einem zuvor bereits für den Alvis TA 14 entwickelten Aufbau ähnelte. Die Version von Duncan hat eine nach hinten abfallende Gürtellinie und verzichtete auf eine fest stehende B-Säule. Die Scheiben der Türen und die hinteren Seitenscheiben überlappten sich. In einigen Details ähnelte der Aufbau Vorkriegsentwürfen von Gurney Nutting. Außerdem baute Duncan drei Drop Head Coupés (Cabriolets) mit festerem Verdeck als der Westland und mit Seitenscheiben.
Ein puristischer Roadster war die Drone (Drohne) mit einer kantigen Karosserie, von dem je nach Quelle 15 oder 50 Exemplare entstanden.

### Sportsmobile
Das von 1948 bis 1950 hergestellte Healey Sportsmobile 2/2 Seat Drop Head Coupe war das exklusivste Modell von Healey. Zwar war es auf den gleichen Fahrgestellen aufgebaut wie der Elliott und der Westland (Typen A und B), doch es kostete etwa das zweieinhalbfache eines Standard-Modells. Es wurde für finanzstarke Liebhaber von exklusiven Autos konzipiert und nur auf Bestellung gebaut. Im Blickfeld stand der US-Markt, entsprechend war die Karosserie gestaltet. Diese war als 2 + 2 sitziges Cabriolet ausgestattet. Gebaut wurde sie bei Sam Morris & Company. Die Türen waren vorn angeschlagen, das Verdeck bestand aus schwerem Material und war gefüttert. Gemäß dem englischen Healey-Register wurden nur 25 Sportsmobile gebaut, 5 sollen noch existieren.
Am 20. August 1948 fand die offizielle Eröffnung des Silverstone Circuit durch den britischen Rennfahrer und Weltrekordhalter John R. Cobb in einem Healey Sportsmobile statt. Daraus ergab sich später der Modellname des Club-Renners von Healey.

### Silverstone

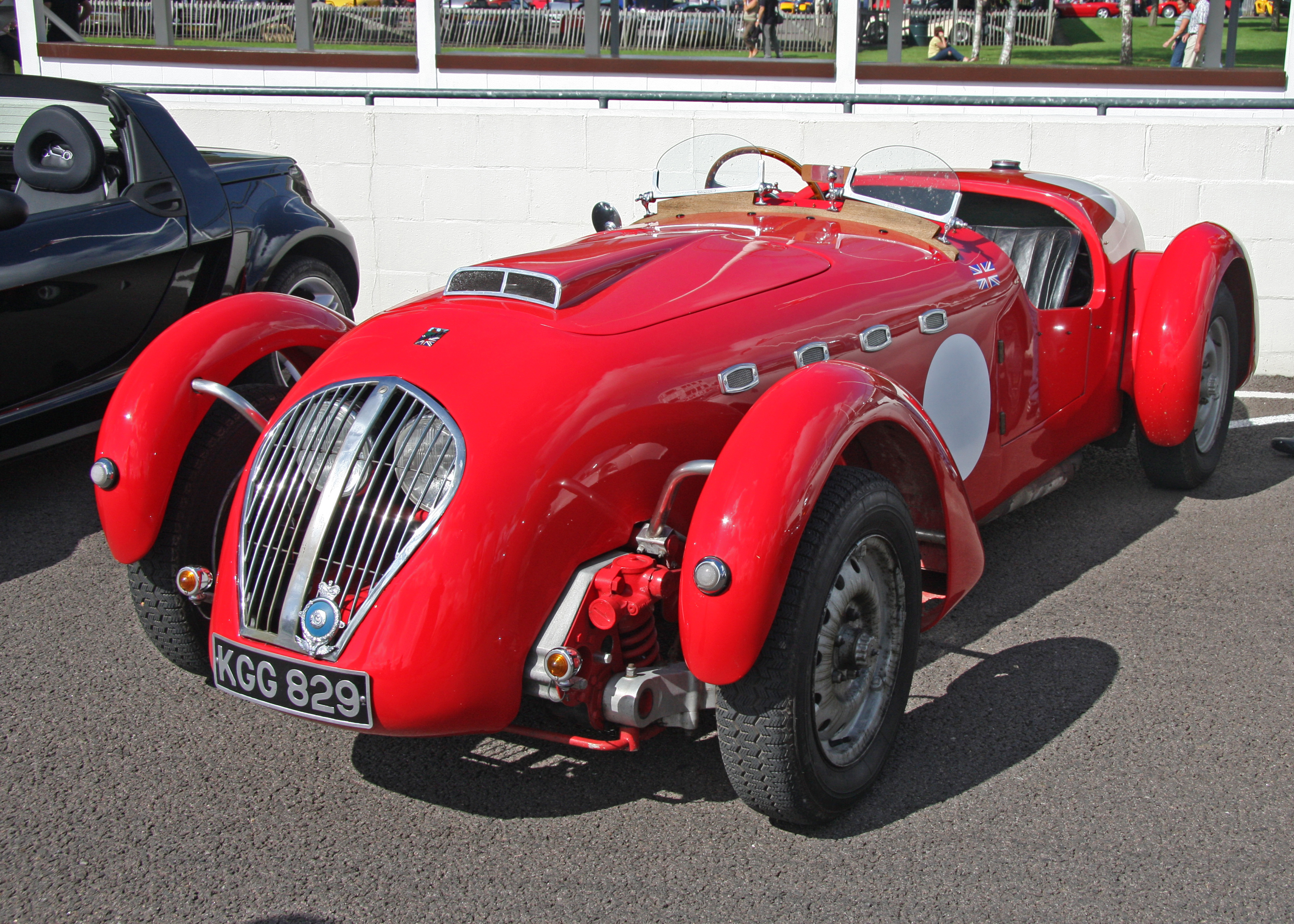
Front eines Healey Silverstone E-Type von 1950

Dies war eine Sportversion, die nur als offener Zweisitzer angeboten wurde. Das Auto war klar auf den Club-Motorsport ausgerichtet. Die Leistung betrug, je nach Quelle, 104 bis 106 bhp. Zwischen 1949 und 1951 wurden 105 Exemplare hergestellt. Die Karosserien wurden bei der Abbey Panel and Sheet Metal Company in Coventry nach einem Entwurf von Len Hedges gebaut.
Der Silverstone erhielt eine Variante des Healey-Chassis, genannt Typ D, mit etwas nach hinten versetztem Motor und Teleskopstoßdämpfern. Das Chassis wog nur etwa 59 kg. Technisch entsprach der Silverstone sonst den übrigen Healey. Ein Prototyp von 1949 mit der Chassis-Nummer X 1 und dem Übernamen Red Bug existiert noch – wahrscheinlich der Grund, warum manche Quellen 106 gebaute Silverstone nennen.
Vom Typ D wurden bis Mitte 1950 51 Exemplare gebaut. Darauf folgte eine verbesserte Version, Typ E, die etwas mehr Raum für Fahrer und Passagier bot. Äußerlich unterscheidet sie sich vom Typ D durch eine Lufthutze auf der Motorhaube und eine kleinere Windschutzscheibe.
Sein Debüt gab der Silverstone auf der gleichnamigen Rennstrecke, gefahren von der französischen Rennfahrerlegende Louis Chiron.
Für die Teilnahme an den 24 Stunden von Le Mans präparierte Healey eine offene Barchetta auf dem Silverstone-Chassis mit einem Sechszylindermotor von Nash. Rennfahrer wie Tony Brooks (englischer Formel-1-Rennfahrer und Vize-Weltmeister 1959) sammelten auf dem Silverstone erste Erfahrungen.
Die Produktion endete im September 1950, nachdem eine Reglementsänderung im Motorsport freistehende vordere Kotflügel verbot. Nicht zuletzt, weil der Preis eines Silverstone nur 20 GB£ unter jenem des Jaguar XK 120 lag, verzichtete Healey darauf, ihn an die neuen Vorschriften anzupassen.

### Abbott und Tickford

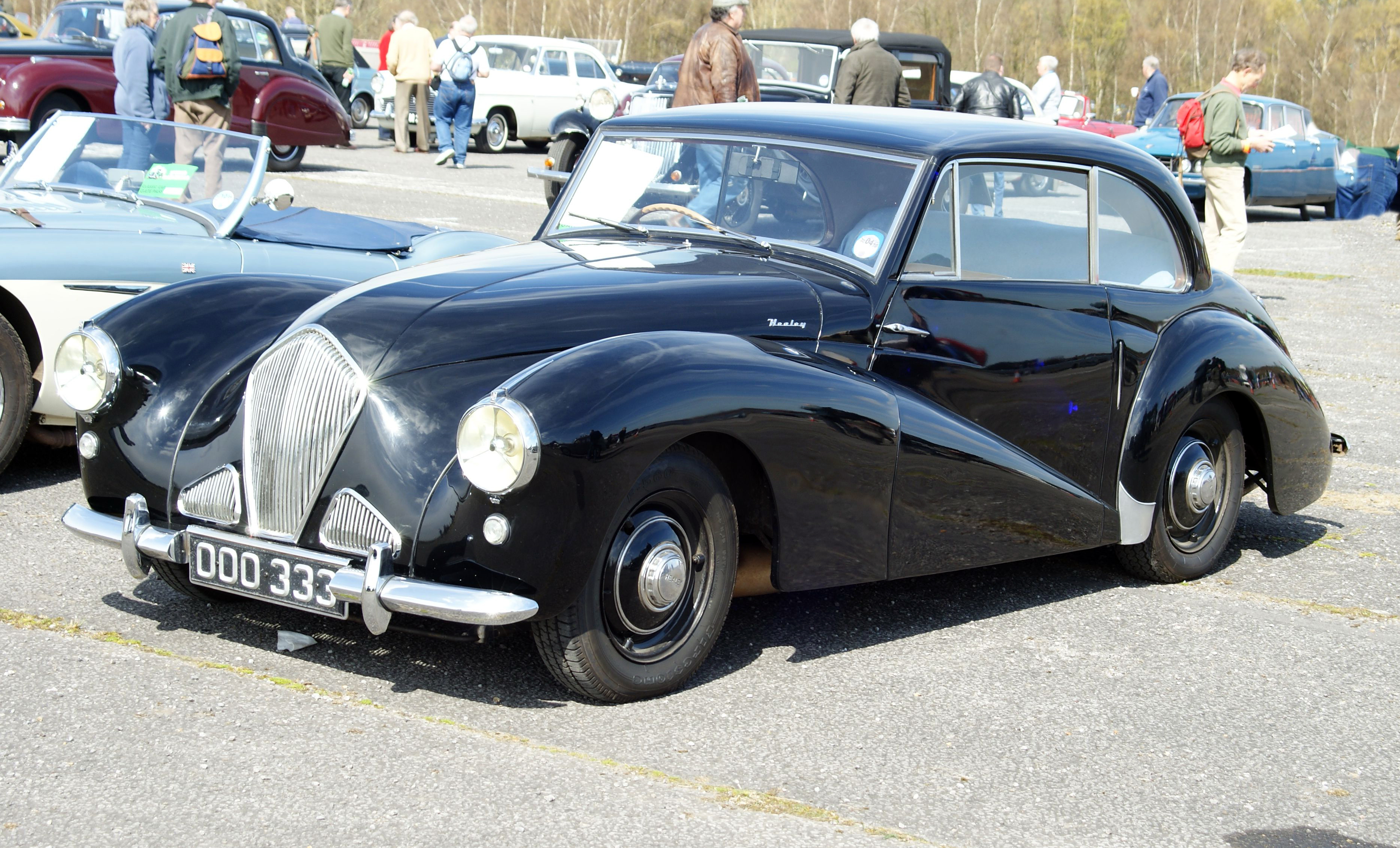
Healey Tickford Saloon von 1952

Nach dem Bruch mit Elliott & Sons benötigte Healey einen anderen Lieferanten für den zweitürigen Saloon. In Tickford in Newport Pagnell fand er einen solchen. Bei dieser Traditionsfirma, die zur Rootes-Gruppe gehörte und u. a. auch Aston Martin und Lagonda karossierte, wurde der Saloon überarbeitet und erschien 1950 als Healey Tickford auf den Fahrgestell-Typen BT, C und F. Gleichzeitig ersetzte Healey den Roadster Westland durch das Cabriolet Abbott, hergestellt beim Karossier Abbott in Farnham, auf Fahrgestellen der Baureihen B, C und F.

### 3 Litre Sports Convertible („Alvis-Healey“)

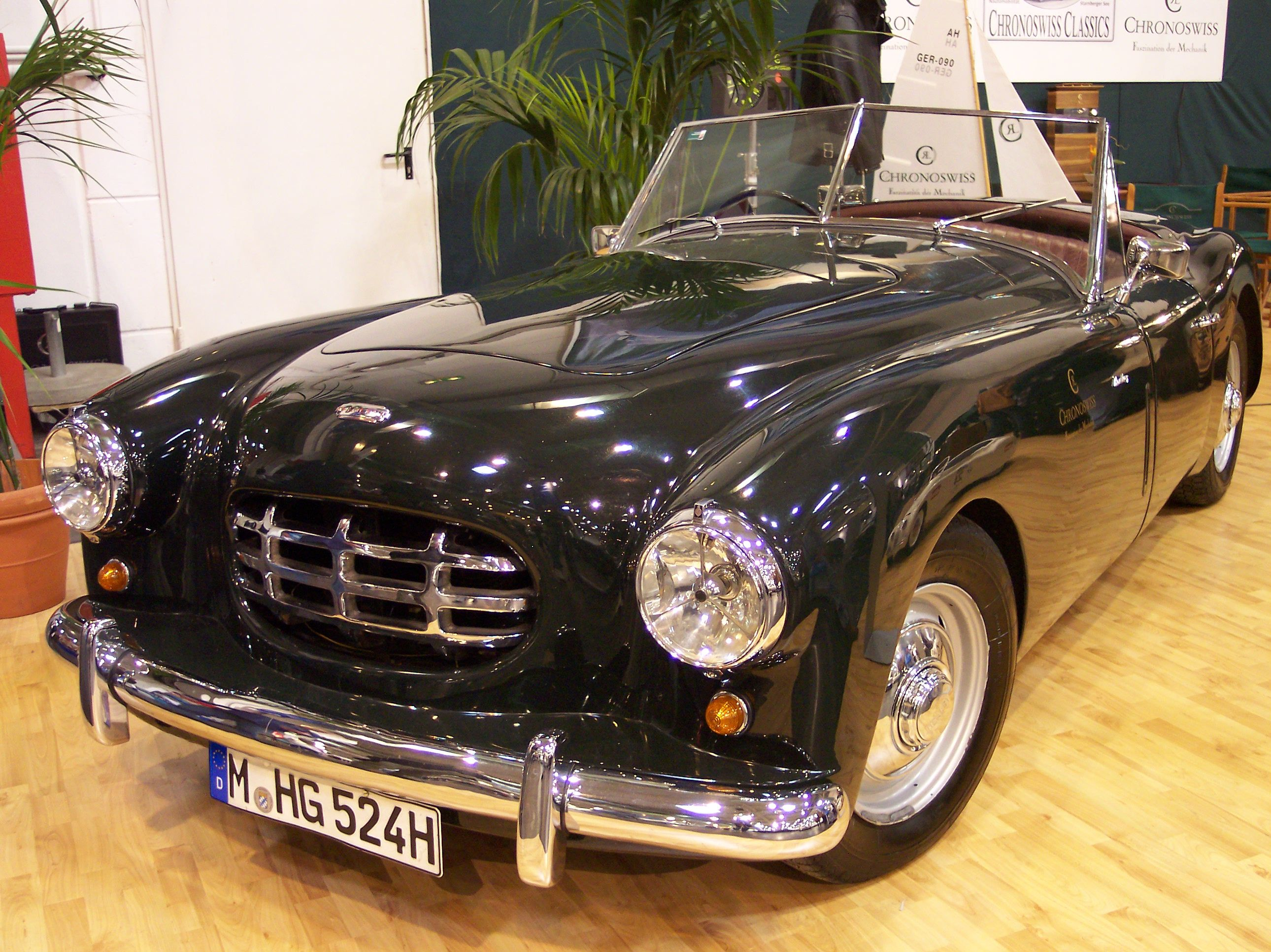
Healey 3 Litre Sports Convertible („Alvis-Healey“)

Zwischen 1951 und 1954 baute Healey eine Version seines Standard-Autos mit dem obengesteuerten Sechszylindermotor von Alvis anstatt des Vierzylinders von Riley. Das Auto erhielt einen Cabriolet-Aufbau, der von jenem des Sportmobile abgeleitet war und bei der Panelcraft Sheet Metal Company in Birmingham (Woodgate) hergestellt wurde. Damit wurde der 3 Litre Sports zu einer Art Nachfolger des Sportmobile.
Trotz des größeren Hubraums von 2993 cm³ statt der 2443 cm³ des Riley leistete dieser Motor vergleichbare 106 bhp (79,0 kW). Das Fahrgestell, genannt Typ G, entspricht, abgesehen von der Auslegung auf den Alvis-Motor, jenem des Typs F, wie es für Abbott und Tickford (Ende 1951–1954) verwendet wurde. Der Radstand beträgt 2590 mm (102 Zoll), die Länge 4420 mm (174 Zoll), die Breite 1651 mm (65 Zoll) und die Höhe 1422 mm (56 Zoll). Der 3 Litre Sports wiegt 1270 kg (2800 lb) und beschleunigt in ca. 14 Sekunden von 0 auf 100 km/h. Der Tank fasst 72,7 Liter (16 brit. Gal.) Die Reifen sind mit der Dimension 5.90 × 15 etwas größer als jene der Healey mit F-Spezifikation. Je nach Quelle wurden 25–28 Exemplare gebaut.

### Nash-Healey

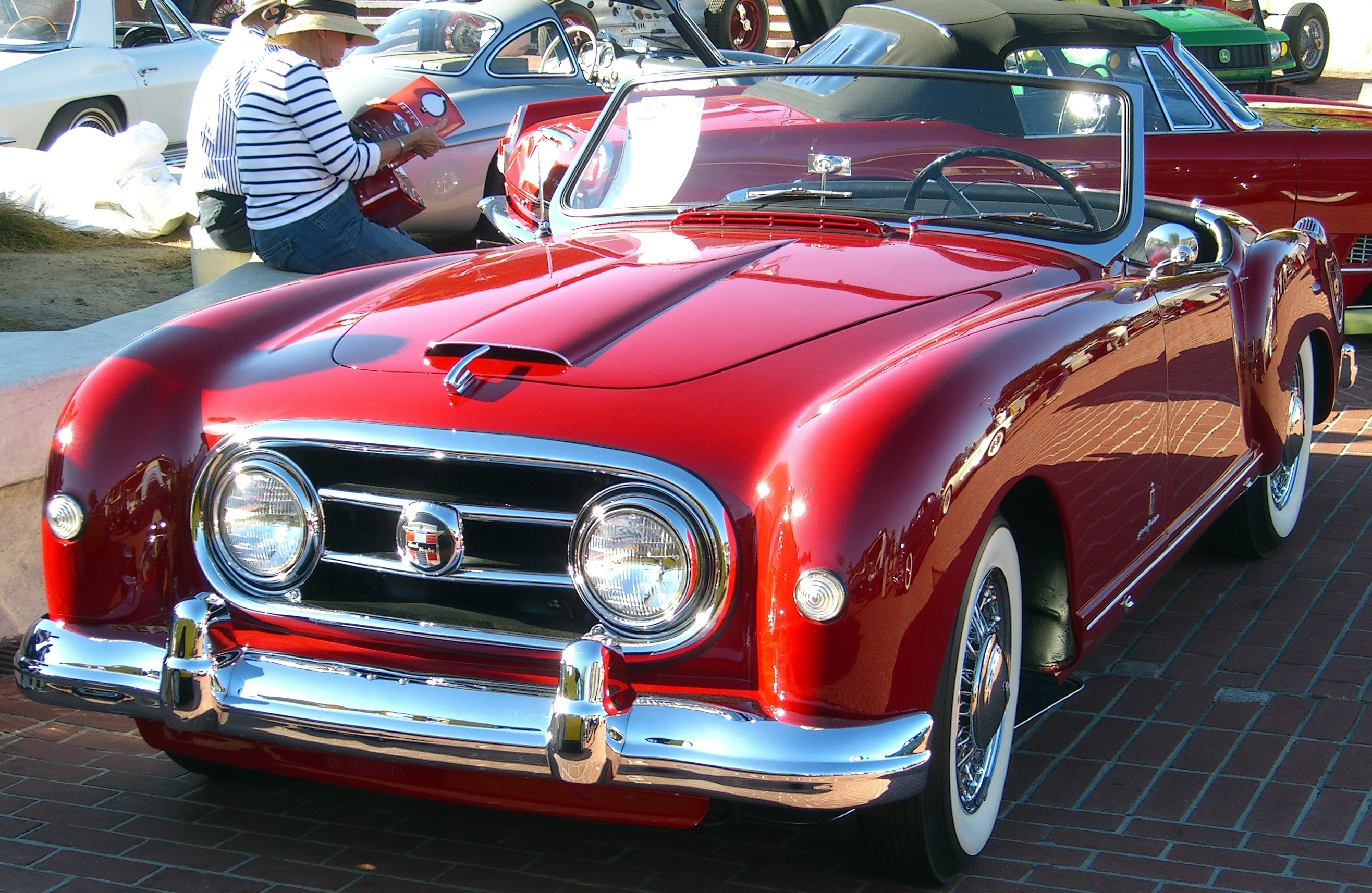
Nash-Healey Roadster von Pininfarina (1952)

Der Nash-Healey wurde aus dem Chassis des Silverstone (Typ E) entwickelt, das verbreitert und verstärkt wurde, damit ein US-amerikanischer Nash-Sechszylindermotor Dual Jetfire Six mit Doppelzündung eingebaut werden konnte. Dieser Motor hatte einen Hubraum von 3845 cm³ (234.6 c.i.) und wurde von Healey auf 125 HP bei 4000/min (93 kW) Leistung gebracht.
Die Karosserie des Nash-Healey der ersten Serie entsprach weitgehend jener des 3 Litre Sports Convertible und wurde ebenfalls bei Panelcraft in Birmingham gebaut (1951). Bereits 1952 erschien eine zweite Serie, diesmal von Pininfarina in Turin entworfen und gebaut. Nur noch Hauben und Türen waren aus Aluminium. 1953 präsentierte Pininfarina ein sportlich-elegantes Coupé Le Mans, im gleichen Jahr stellte Healey auf die neueste Version des Nash-Sechszylindermotors mit 4138 cm³ um. Healey tunte diesen Motor auf 135 bhp (100,6 kW). Ende 1953 wurde der Roadster eingestellt, ein leicht modifiziertes Coupé wurde noch bis 1954 gebaut, danach wurde das Modell komplett eingestellt.
Das Automobil war sportlich erfolgreich, konnte sich aber auf dem Markt wegen seines hohen Preises nicht behaupten. Vom Roadster der Serie I wurden 1951 104 Exemplare gebaut. Die Serie 2 verkaufte sich 1952 150 Mal. 1953 entstanden 162 Roadster und Coupés und 1954 nur noch 90 Coupés.

### Specials

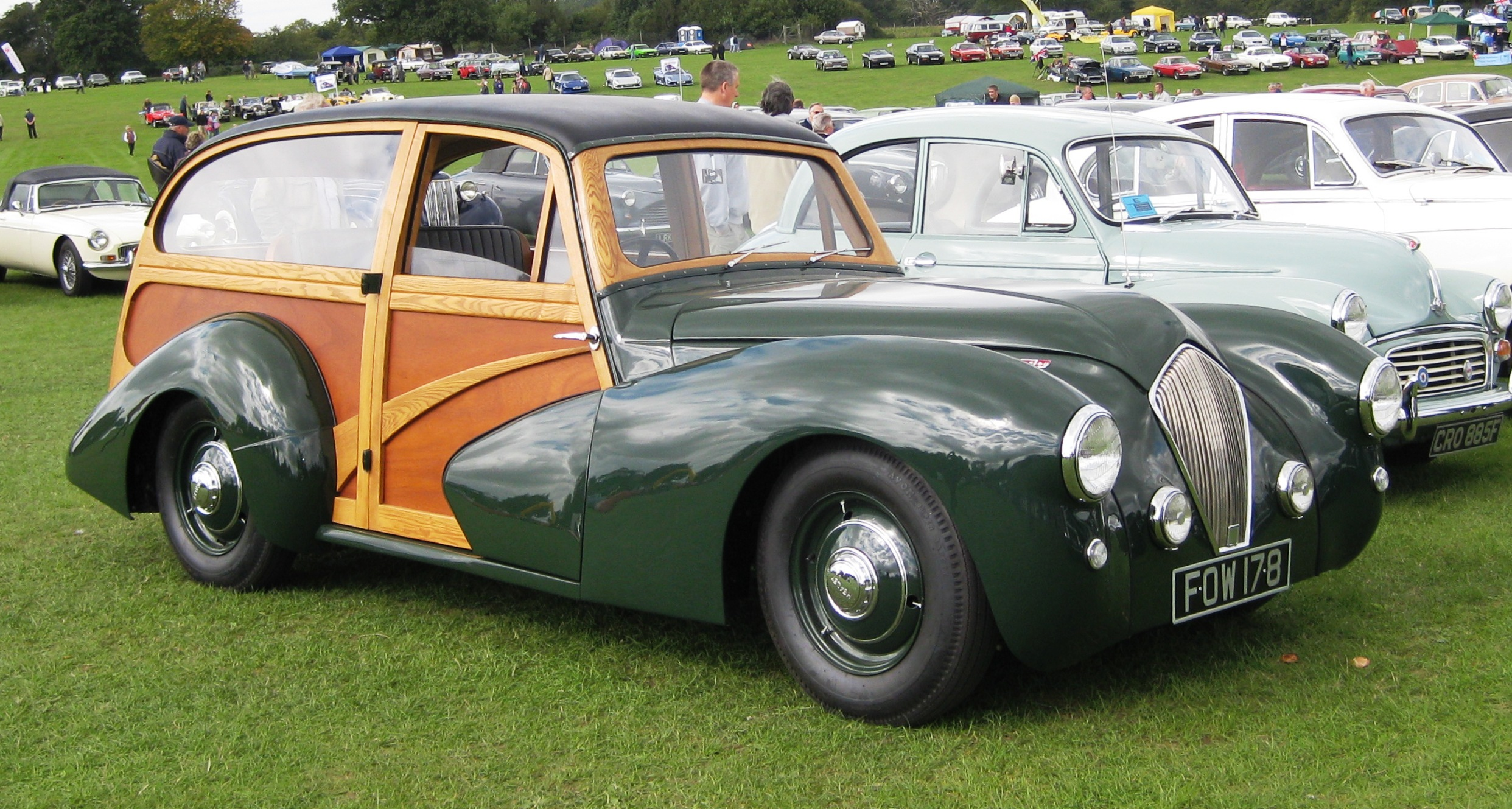
Healey Shooting Brake, wahrscheinlich eines von 16 bei H. G. Dobbs in Southampton gebauten Exemplaren

Healey-Fahrgestelle waren für Karosserien entworfen, die als Einzelanfertigung oder in Kleinserie entstanden. Auch die Werksausführungen wurden nach diesem Prinzip gebaut. Natürlich konnte ein Kunde auch ein sogenanntes Rolling Chassis (Fahrgestell mit allen mechanischen Teilen inklusive Motor) erwerben und es von einem Karosseriebauer seiner Wahl einkleiden lassen. Manchmal waren auch die Karossiers selbst Käufer und fertigten Aufbauten ohne Kundenbestellung an, für die sie dann Abnehmer suchten; solche Exemplare wurden zuvor nicht selten auch auf Automobilausstellungen präsentiert.
Insgesamt 135 solcher Rolling Chassis hat Healey ausgeliefert. Leider ist nur über einen kleinen Teil davon bekannt, was daraus wurde. So gingen zehn davon an eine Firma H.W.M. Motors (möglicherweise der Rennstall gleichen Namens), welche mindestens zwei als zweitürigen Saloon aufbaute. 16 weitere bestellte die Firma H. G. Dobbs in Southampton, welche eine kleine Serie von Shooting Brakes (zweitürige Sportkombis) auflegte. Drei weitere gingen an die Schweizer Gebrüder Beutler in Thun, welche zwei Cabriolets und ein Coupé baute. Zumindest letzteres existiert noch.
Der bekannte niederländische Karosseriebauer Carrosseriefabriek Pennock in Den Haag baute 1948 für einen Verleger ein einzelnes Cabriolet nach B-Spezifikation. Im folgenden Jahr gewann Pennock damit die Auszeichnung für Sonderkarosserien am Concours von Scheveningen.

### 100

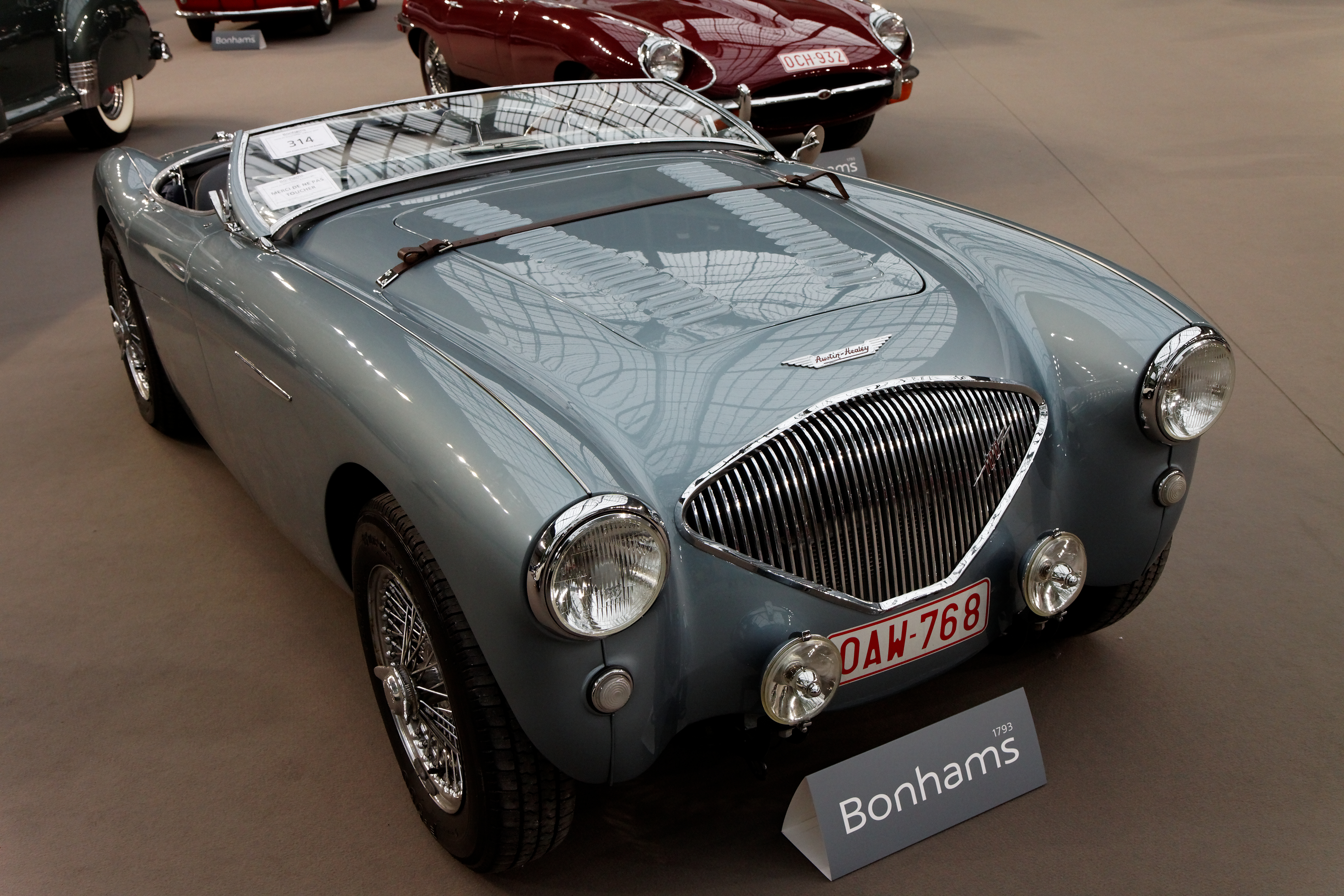
Der Austin Healey 100/4 Roadster (1955) war die Serienversion des Healey 100.

Healey entwickelte eine leichtere und kleinere Version seines Standard-Fahrgestells für einen kommenden Sportwagen. Dessen Bezeichnung 100 bezieht sich auf die mögliche Höchstgeschwindigkeit (analog Jaguar mit den Modellen SS100, XK120 u. a.). Als Antrieb war der Vierzylindermotor des Austin A90 / Atlantic mit einem Hubraum von 2660 cm³ und 90 PS vorgesehen. Auch das Fahrgestell erhielt die Bezeichnung „100“. Die Karosserie fertigte Panelcraft in Birmingham an, wiederum in der traditionellen Bauweise mit einer Aluminiumhaut über einem Gerippe. Der Healey 100 wurde 1952 auf der Londoner Earls Court Automobilausstellung vorgestellt. Noch auf der Messe wurde eine Zusammenarbeit mit Austin vereinbart. Das Modell kam schließlich als Austin-Healey auf den Markt. Bevor die Serienproduktion im BMC-Karosseriewerk in Longbridge anlaufen konnte, fertigte Panelcraft weitere 20 Exemplare in Aluminiumbauweise, welche Healey komplettierte. Sie sind heute sehr gesuchte Sammlerstücke. Die Serienversion hatte nur das Mittelteil in Aluminium, Hauben, Türen und Kotflügel waren aus Stahlblech.

### Austin-Healey 100S
1954 entstanden 50–55 Exemplare des für den Rennsport gedachten Austin-Healey 100S mit Aluminiumchassis und -karosserie. Vorbild war ein Werks-Testwagen, mit dem Stirling Moss am 12-Stunden-Rennen von Sebring 1954 auf den 3. Platz gefahren war. Der Standardmotor mit 90 bhp wurde mit Modifikationen am Motor, einem Weslake Aluminium-Zylinderkopf, zwei SU-Vergasern des Typs H4 und einen Ölkühler aus Aluminium auf 132 bhp (98 kW) gebracht.
Healey verwendete sein 100 Chassis mit Dunlop-Scheibenbremsen und einem Vierganggetriebe ohne Overdrive. Die Vollaluminiumkarosserie entstand wahrscheinlich bei Panelcraft. Sie erhielt zur Gewichtseinsparung keine Stoßstangen und die Windschutzscheibe wurde durch eine leichtere aus Kunststoff ersetzt. Die Aerodynamik wurde mit einem kleineren Kühlergitter verbessert. Nur 50–55 Exemplare des gut 190 km/h schnellen Rennsportwagens wurden gebaut, die meisten davon gingen in die USA und waren im US-Renntrim lackiert: Weiß mit blauem Streifen. Der Verkaufspreis lag dort bei US$ 5000.
Auch die Werks-Rennfahrzeuge wurden aus dem 100S aufgebaut. Sie unterschieden sich motorenseitig durch eine spezielle Nockenwelle, 45 mm Vergaser des Typs DCO3 und einen ovalen Seitenauspuff. An der Vorderachse gab es eine  Luftfederung. Von außen waren diese Rennwagen kenntlich an ihrer Lackierung in British Racing Green ohne Firmenlogo, einem zusätzlichen Lufteinlass an der Wagenfront und einer umklappbaren Rennscheibe vor dem Fahrer. Zur weiteren Gewichtseinsparung wurde alles nicht zwingend Notwendige aus dem Innenraum entfernt.
Der letzte reguläre Austin-Healey wurde 1972 gebaut.

## Modellübersicht
| Modell                     | Bauzeit   | Motor      | Chassis Typ | Karosserie               | Karosserie gebaut von           | Produktion |
| -------------------------- | --------- | ---------- | ----------- | ------------------------ | ------------------------------- | ---------- |
| Westland                   | 1946–1950 | Riley 2.5  | A, B, C     | Roadster; 2+2 Pl.        | Westland Engineering            | 64 (49 B)  |
| Elliott                    | 1946–1950 | Riley 2.5  | A, B, C     | 2 dr Saloon; 2+2 Pl.     | Samuel Elliott & Sons           | 101–104    |
| Duncan                     | 1946–1948 | Riley 2.5  | A, B        | 2 dr Saloon; 2+2 Pl.     | Duncan Industries               | 39         |
| Duncan                     | 1946–1948 | Riley 2.5  | A, B        | Drop Head Coupe; 2+2 Pl. | Duncan Industries               | 3          |
| Drone                      | 1946–1948 | Riley 2.5  | A, B        | Roadster                 | Duncan Industries               | ca. 50     |
| Sportsmobile               | 1948–1950 | Riley 2.5  | A, B        | Drop Head Coupe; 2+2 Pl. | Sam Morris & Co.                | 25         |
| Silverstone                | 1949–1951 | Riley 2.5  | D, E        | Roadster; 2 Pl.          | Abbey Panel and Sheet Metal Co. | 105        |
| Tickford                   | 1950–1954 | Riley 2.5  | B, C, F     | Roadster; 2 Pl.          | Tickford Ltd.                   | 225        |
| Abbott                     | 1950–1954 | Riley 2.5  | B, C, F     | Drop Head Coupe; 2+2 Pl. | Abbott of Farnham               | 88         |
| 3 Litre Sports Convertible | 1951–1954 | Alvis 3.0  | G           | Drop Head Coupe; 2+2 Pl. | Panelcraft Sheet Metal Co.      | 25–28      |
| Nash-Healey                | 1951      | Nash 3.8   | N           | Roadster; 2 Pl.          | Panelcraft Sheet Metal Co.      | 104        |
| Nash-Healey                | 1952      | Nash 3.8   | N           | Roadster; 2 Pl.          | Pininfarina                     | 150        |
| Nash-Healey                | 1953      | Nash 3.8   | N           | Roadster; 2 Pl.          | Pininfarina                     | s. u.      |
| Nash-Healey                | 1953      | Nash 4.1   | N           | Roadster; 2 Pl.          | Pininfarina                     | s. u.      |
| Nash-Healey Le Mans        | 1953      | Nash 3.8   | N           | Coupé; 2 Pl.             | Pininfarina                     | s. u.      |
| Nash-Healey Le Mans        | 1953      | Nash 4.1   | N           | Coupé; 2 Pl.             | Pininfarina                     | s. u.      |
| Nash-Healey Le Mans        | 1954      | Nash 4.1   | N           | Coupé; 2 Pl.             | Pininfarina                     | 90         |
| 100                        | 1952      | Austin 2.6 | 100         | Roadster; 2 Pl.          | Panelcraft Sheet Metal Co.      | 1          |
| Austin-Healey 100          | 1954      | Austin 2.6 | BN1         | Roadster; 2 Pl.          | Panelcraft Sheet Metal Co.      | 20         |
| Austin-Healey 100S         | 1954      | Austin 2.6 | BN1         | Roadster; 2 Pl.          | Panelcraft Sheet Metal Co. (?)  | 50–55      |

Anm.:
Die Nash-Healey Produktion betrug 1953 total 162 Exemplare (Coupés und Roadster, beide Motorvarianten).

## Rennsport
Bereits 1949 holte Donald Healeys Sohn Geoffrey Healey mit dem Motorjournalisten Tommy Wisdom als Beifahrer einen Klassensieg bei der Alpenrallye. Zwei Silverstone starteten am Großen Preis von Buenos Aires (Argentinien) 1951 in der Sportwagenklasse.

### Le Mans

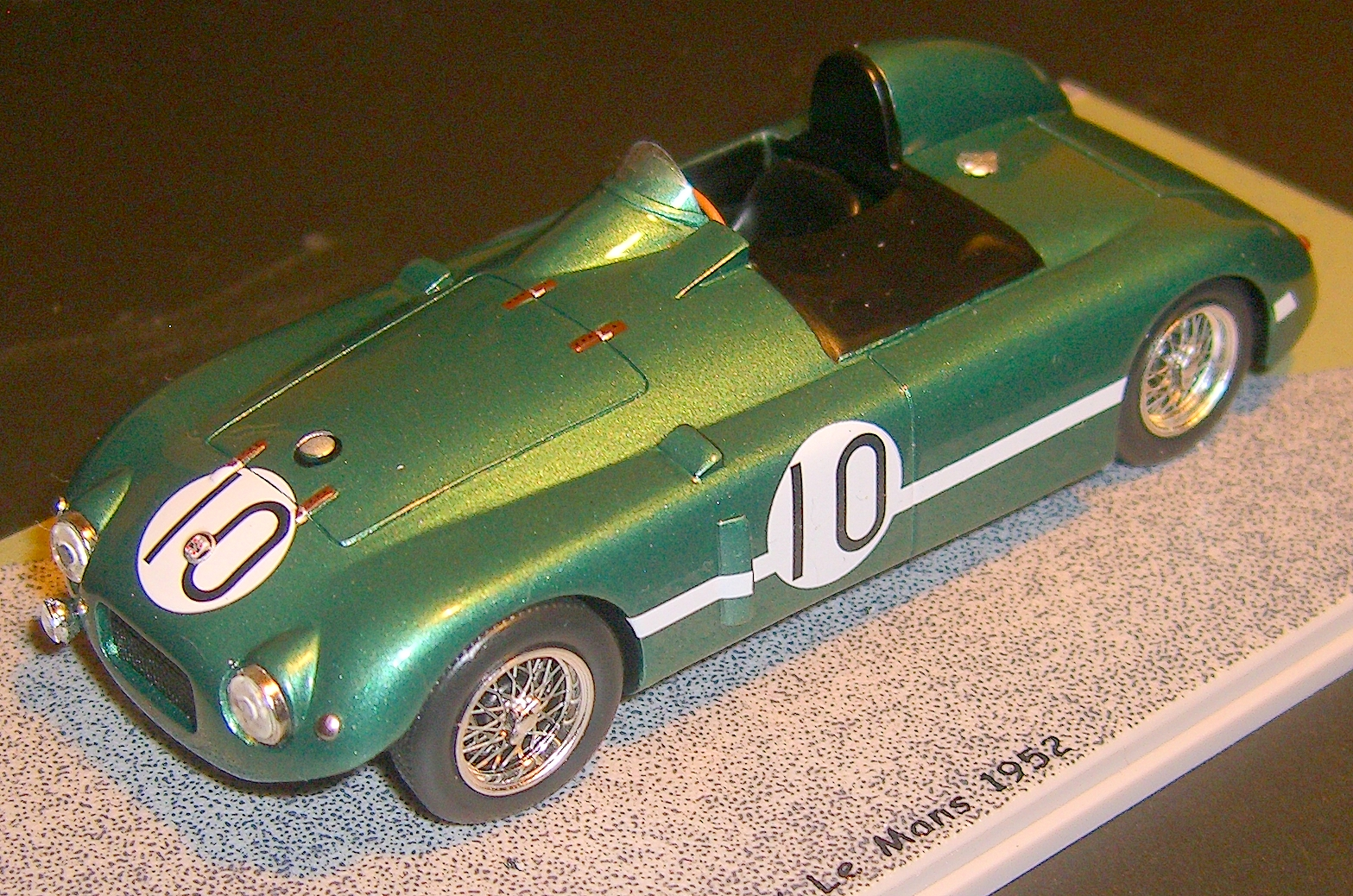
Modell des Nash-Healey Lightweight von Johnson/Wisdom, gefahren bei den 24 Stunden von Le Mans 1952

Jack Bartlett/Nigel Mann steuerten am 24-Stunden-Rennen von Le Mans 1949 einen Healey Elliott auf den 13. Rang. Tony Rolt/Duncan Hamilton erreichten an der Austragung 1950 auf einem Silverstone Special mit Nash-Sechszylindermotor einen vielbeachteten 4. Rang im Schlussklassement; das britische Team Nigel Mann/Mortimer Morris-Goodall wurde mit einem Healey Elliott 19. Der größte Erfolg war ein 3. Rang an den 24 Stunden von 1952 durch das britische Team Leslie Johnson/Tommy Wisdom auf einer Nash-Healey Lightweight Barchetta mit dem 4,1-Liter-Motor. 1953 erzielten Leslie Johnson/Bert Hadley (GB) einen 11. Platz mit einem Nash-Healey. Zwölfte wurden Johnny Lockett (GB) / Maurice Gatsonides (NL) mit einem Austin-Healey 100 der Donald Healey Motor Company und vierzehnte Marcel Becquart (F) / Gordon Wilkins (GB) mit einem weiteren Austin-Healey des Teams. 1954 meldete die Donald Healey Motor Company zwei Teams, George Hunton (USA) / Ed Lunken (USA) und Ron Flockhart (GB) / Louis Chiron (MC). Beide Austin-Healey erschienen zu spät zur technischen Abnahme und durften nicht starten. Die 24-Stunden-Rennen von Le Mans 1955 gingen als größte Katastrophe des Motorsports in die Geschichte ein. Der Austin-Healey 100S des britischen Privatteams Lance Macklin (Macklin / Les Leston) mit Macklin am Lenkrad wurde ausgebremst und geriet beim Ausweichen vor den Mercedes-Benz von Pierre Levegh, der daraufhin wegkatapultiert und in die Zuschauermenge geschleudert wurde. 84 Personen kamen bei dem Unfall ums Leben. Der offizielle Unfallbericht nennt mangelnde Sicherheitsvorkehrungen an der Strecke als Ursache.

### Mille Miglia
1948 fuhr das Team Donald Healey / Geoffrey Healey mit einem vom Werk präparierten Healey Westland auf den 9. Rang an der Mille Miglia. Das Team Conte Giovannino Lurani / Guiglielmo Sandri gewann die Kategorie Produktionswagen mit einem Healey Elliott. An der Mille Miglia 1949 wurden Geoffrey Healey / Tommy Wisdom mit einem Westland Gesamt-Zehnte und Sieger in der Tourenwagenklasse. Die Briten Leslie Johnson und Bill A. McKenzie wurden an der Austragung 1952 Siebte auf Nash-Healey. Die US-Amerikaner John Fitch / Raymond Wilday starteten auf Nash-Healey an der Austragung von 1953, mussten aber aufgeben.

## Schließung
Insgesamt baute Healey rund 850 Automobile; darunter über 500 Nash-Healey, 225 Tickford und 50–55 Austin-Healey 100S. Donald Healey schloss seine Firma 1954 und ging zu BMC. Als diese 1966 von British Leyland übernommen wurden, wechselte er zu Jensen Motors und arbeitete an der Entwicklung des Jensen-Healey mit. Er verstarb 1988.

## Trivia
- Zwei Fahrzeuge dieser Marke sind im National Motor Museum in Beaulieu zu besichtigen.
- Vom Healey Elliott wurde in den 1970er-Jahren von der Firma Mikansue ein Modellauto im Maßstab 1:43 als Metallbausatz aufgelegt.

## Einzelnachweise

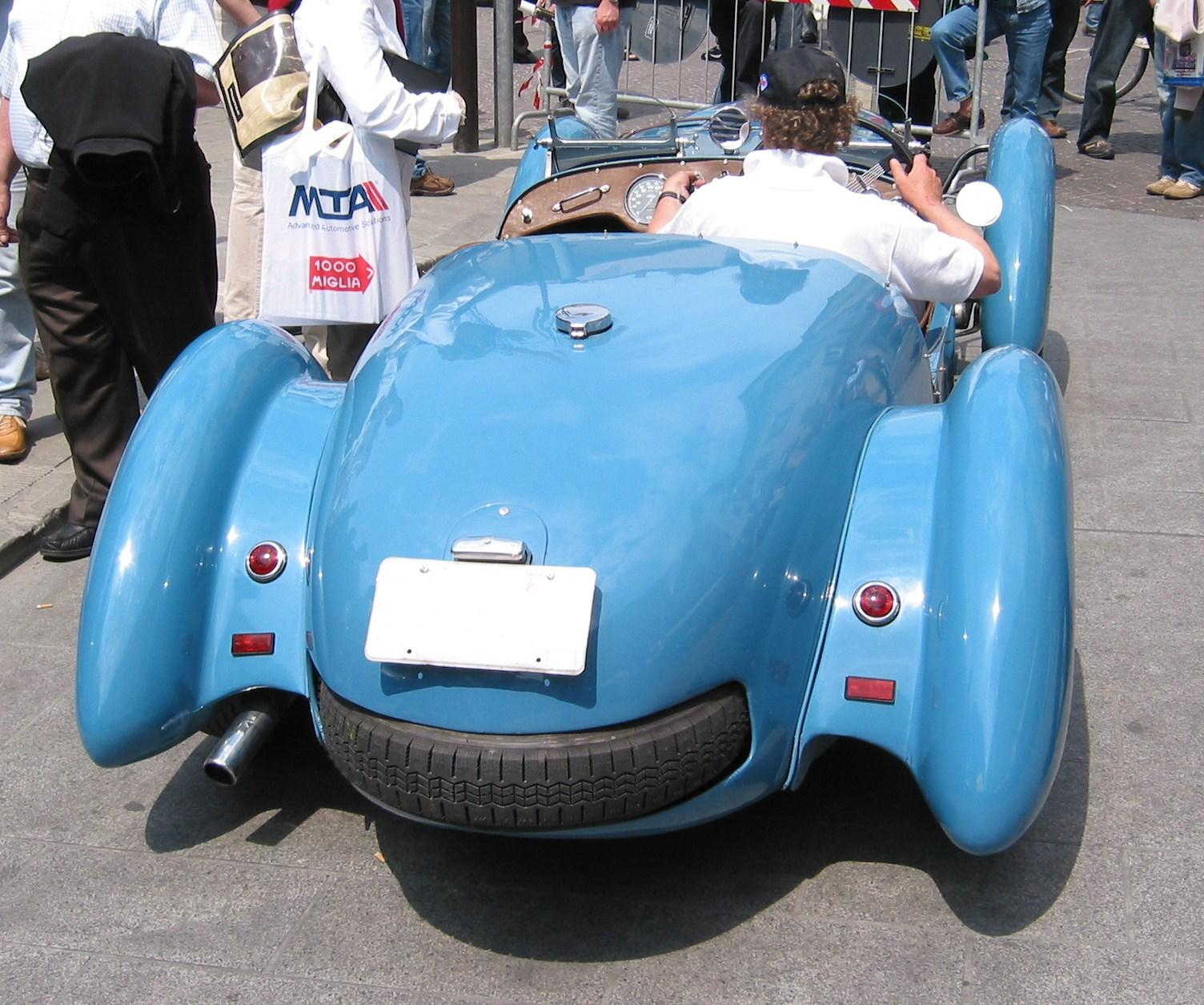
Heck eines Healey Silverstone D-Type von 1949

## Wiederbelebung?
Es kommt recht oft vor, dass versucht wird, längst eingestellte Automobilmarken wieder zu beleben. Bugatti, Maybach, Duesenberg, Stutz, Packard und sogar Austin-Healey sind nur einige Beispiele dafür. Offenbar wird ein solches Manöver nun auch mit Healey versucht. Angesichts der vielen gescheiterten Versuche für derlei Unterfangen ist allerdings Skepsis angebracht. Demnach steht Krish Bhaskar, ein Brite indischer Abstammung, hinter dem Projekt. Das geplante Fahrzeug, von dem angeblich bald ein Prototyp gezeigt werden soll, sei eine moderne Interpretation des Austin-Healey 3000 und soll rund 37.000 Euro kosten. Der Tempest soll in weniger als fünf Sekunden von Null auf 100 km/h beschleunigen und eine abgeregelte Höchstgeschwindigkeit von 250 km/h erreichen. Ob Bhaskar, der anscheinend auch eine Reaktivierung der Marken Riley (Coupé) und Wolseley (SUV) plant, überhaupt die Markenrechte an Healey besitzt, ist unklar. Die Rechte an Riley liegen bei BMW und für Wolseley bei den Eigentümern von MG Rover, der Nanjing Automobile Group.